# Malaltia de Tarui
La malaltia de Tarui o glicogenosi de tipus VII es deu a la deficiència de l'enzim fosfofructocinasa, encarregada de convertir la fructosa 6-fosfat a fructosa-1,6-bisfosfat, un pas limitant en la glucòlisi. Aquest trastorn determina la incapacitat per a l'obtenció d'energia a partir de la glucosa lliure o del glicogen. Es tracta d'una malaltia hereditària amb caràcter autosòmic recessiu.
Els pacients afectats d'aquesta malaltia presenten una miopatia muscular amb intolerància a l'exercici acompanyat d'enrampades, mioglobinúria i hiperuricèmia. Aquests dos últims símptomes són menys acusats que en la glicogenosi tipus V, entitat clínicament molt similar. Es diferencia, a més, d'aquesta última perquè els pacients presenten anèmia hemolítica (a conseqüència del dèficit parcial de la fosfofructocinasa eritrocitària).
Encara que l'acumulació de glicogen és moderada, aquest presenta una estructura lineal semblant a la que es detecta en la glicogenosi tipus IV. Això es deu a l'increment de la G-6-P que es produeix a conseqüència del bloqueig. Aquest increment activa la glicogen-sintetasa, la qual cosa ocasiona un desequilibri de la relació entre l'activitat d'aquest últim enzim i la ramificant. Aquests pacients no requereixen una teràpia específica, però és recomanable, a diferència de les altres glicogenosi, no prendre hidrats de carboni abans de l'exercici, ja que provoquen una disminució dels àcids grassos lliures i cossos cetònics, única font alternativa del múscul en aquests pacients.

## Descobriment
Va ser nomenat pel metge japonès Seiichiro Tarui, que va observar la malaltia per primera vegada el 1965.